# Thibaut de La Tocnaye
Pour les articles homonymes, voir La Tocnaye.
Thibaut de La Tocnaye, né le 20 octobre 1958 en Algérie française, est un homme politique français.
Enseignant et ingénieur, il combat dans les années 1980 au Liban, au Nicaragua et en Croatie. Membre du Front national depuis 1988 (devenu Rassemblement national en 2018), il est conseiller municipal d'opposition à Avignon pendant 12 ans et à Cavaillon de 2014 à 2020, conseiller régional de Provence-Alpes-Côte d'Azur de 1992 à 2021 et conseiller régional du Centre-Val de Loire depuis 2021.

## Ascendance
Il est le fils d'Alain de La Tocnaye, un des auteurs de l'attentat du Petit-Clamart contre Charles de Gaulle en 1962,,.

## Formation
Thibaut de La Tocnaye est diplômé en 1982 de l'École centrale de Lyon, et d'HEC Paris.

## Combattant au Liban dans les années 1980
Par l'intermédiaire d'un enseignant en gymnastique du Grand Lycée franco-libanais d'Achrafieh, où il enseigne les mathématiques en tant que coopérant  de 1982 à 1984, Thibaut de la Tocnaye rejoint les Phalanges libanaises, milice chrétienne d'inspiration fascisante. Il combat lors de la guerre du Chouf, contre les Druzes, en 1983-1984,. Il dirige également, avec Bernard Antony, un « camp de travail » pour les jeunes volontaires. La spécialiste de l'extrême-droite Fiametta Venner le présente comme un nostalgique des Croisades. Selon Marie-José Chombart de Lauwe et Madeleine Rebérioux, il compare alors le FN aux Phalanges libanaises ainsi que les immigrés en France, aux Palestiniens, et il défend « une image paniquante d'un complot ourdi par l'Islam et le marxisme contre la chrétienté ».

## Combattant au Nicaragua
Il effectue également des opérations militaires au Nicaragua aux côtés des Contras contre le gouvernement sandiniste,, vers 1985.

## Parcours professionnel
Il occupe plusieurs postes de responsabilité dans l'ingénierie nucléaire (USSI-SGN) en tant que responsable des essais. Il est également chef de projet sur plusieurs chantiers, notamment à La Hague, à Marcoule et à Cadarache. Il prend en 1993 la direction technique d'Otim, société de tuyauterie et de chaudronnerie industrielles. Il devient directeur général d'Apageo Segelm en 1995, puis président-directeur général en 1996.

## Parcours politique

### Au sein du FN, devenu RN
Thibaut de La Tocnaye adhère au FN en 1988.
Partisan de Bruno Gollnisch face à Marine Le Pen en vue du XIVe congrès du Front national (2011), il est élu en troisième position au comité central du parti,.
Lors de la campagne présidentielle de 2012, il est l’un des conseillers politiques de Marine Le Pen pour son programme économique.
En 2013, il rencontre des responsables de Svoboda pour le compte du FN, tandis que d'autres personnalités du FN dénoncent l'influence de ce parti en Ukraine.
Il indique avoir été pendant plusieurs années délégué national du FN aux études et argumentaires. Il est ensuite membre du bureau politique[Quand ?] et, depuis 2018, du bureau national du FN devenu RN. Il est également présenté comme le conseiller de Marine Le Pen à la Réindustrialisation,. En 2017, il est membre du comité stratégique de campagne de Marine Le Pen.
Il est le détenteur de la société Cap stratégique, dont la mission est d’« accompagner le développement des entreprises » et qui réalise des prestations pour certains eurodéputés FN ainsi que pour les campagnes présidentielles de Marine Le Pen.
Au sein du FN, il s'oppose à Florian Philippot au sujet de la mémoire du général de Gaulle, mais considère que la « coopération » entre gaullistes et antigaullistes est possible. En 2016, lors d'un débat au conseil régional de PACA sur la valorisation des harkis, il lance « Enfoiré de gaulliste ! » à l'adresse du président Christian Estrosi, avant de lui présenter ses excuses,. Dans l'entre-deux-tours de l'élection présidentielle de 2017, Emmanuel Macron met en cause « l’antigaullisme » du FN en faisant allusion à sa présence dans ses rangs et à la participation de son père à l'attentat du Petit-Clamart,.

### Mandats locaux et candidatures électorales
Il est pendant 12 ans conseiller municipal FN d'Avignon.
Lors des élections municipales de 2014, il est tête de liste à Cavaillon et considéré comme favori,. Il mène campagne avec d'anciens policiers et fait de la sécurité le thème central de ses propositions. Il arrive en 2e position au premier puis au second tour, derrière Jean-Claude Bouchet (divers droite), qui est élu maire. Il est conseiller municipal d'opposition de 2014 à 2020,.
Il est conseiller régional de Provence-Alpes-Côte d'Azur (PACA) de 1992 à 2021[source insuffisante].
Candidat aux élections législatives de 2017 dans la 2e circonscription de Vaucluse, il est battu au premier tour avec 22,49 % des voix.
Il figure en 35e position sur la liste du Rassemblement national pour les élections européennes de 2019.
Il figure en 6e position sur la liste du RN menée par Bénédicte Auzanot pour les élections municipales de 2020 à Cavaillon. La liste échoue au second tour avec 34,81 % des voix face à celle de Gérard Daudet (LR).
Il est élu au conseil régional du Centre-Val de Loire lors des élections régionales de 2021. Candidat en binôme avec Élodie Babin dans le canton d'Auneau (Eure-et-Loir) lors des élections départementales qui se tiennent au même moment, il échoue au second tour avec 37,55 % des suffrages.

### Chrétienté-Solidarité
Il est vice-président de Chrétienté-Solidarité, association de Bernard Antony dont il est membre depuis les années 1980,.
Il dirige Chrétienté-Solidarité-Amérique centrale.
Il est chargé au sein des Chrétienté-Solidarité des questions liées à la Croatie vers 1991 ; les Croates catholiques se battent alors contre les Serbes communistes ; s'il avait participé directement au combat armé au Liban et au Nicaragua, Thibaut de la Trocnaye parle seulement de séjours en Croatie.
Il compare son engagement de jeunesse au Liban à la lutte contre l’organisation État islamique et reste en contact avec les Phalanges libanaises.

### Autres activités
En 2009, il est l'un des orateurs du 2e « congrès nationaliste » du Renouveau français.
Il est directeur de l’IFOREL (Institut de Formation des Élus Locaux) depuis 2017.

## Publications
- La Décomposition de la Ve République, Paris, Éditions nationales, 1995, 123 p.  (ISBN 2-909178-28-5) (BNF 36684547).
- Les Peuples rebelles : itinéraire d’un Français aux côtés des combattants de la liberté, Paris, Godefroy de Bouillon, 2003.
- Délocalisations : ce n’est pas une fatalité !, direction ouvrage collectif, Paris, Godefroy de Bouillon, 2005.
- Le Choix souverainiste, Atelier Fol'fer, 2019  (ISBN 978-2-3579-1118-5).

## Pour approfondir